# John Part
John Part (Toronto, 29 giugno 1966) è un ex giocatore di freccette e commentatore televisivo canadese, soprannominato Darth Maple.

## Carriera
Si è laureato per tre volte campione del mondo, grazie alla vittoria del BDO World Championship 1994 e ai successi del 2003 e del 2008 al PDC World Championship. Grazie a questi e ad altri trionfi (tra cui il Las Vegas Desert Classic 2006) è statisticamente il giocatore nordamericano più vincente della storia.

## Finali

### Finali PDC premier events: 10 (3 vittorie, 7 finali)
| Legenda                  |
| World Championship (2–1) |
| World Matchplay (0–2)    |
| Premier League (0–0)     |
| Altri (1–4)              |

| Risultato | No. | Anno | Torneo                       | Avversario in finale  | Punteggio |
| Finalista | 1.  | 2001 | World Darts Championship     | Phil Taylor           | 0–7 (s)   |
| Finalista | 2.  | 2002 | World Matchplay              | Phil Taylor           | 16–18 (l) |
| Finalista | 3.  | 2002 | World Grand Prix             | Phil Taylor           | 3–7 (s)   |
| Vincitore | 1.  | 2003 | World Darts Championship     | Phil Taylor           | 7–6 (s)   |
| Finalista | 4.  | 2003 | Las Vegas Desert Classic     | Peter Manley          | 12–16 (l) |
| Finalista | 5.  | 2003 | World Grand Prix             | Phil Taylor           | 2–7 (s)   |
| Finalista | 6.  | 2004 | UK Open                      | Roland Scholten       | 6–11 (l)  |
| Vincitore | 7.  | 2005 | World Matchplay              | Colin Lloyd           | 12–18 (l) |
| Vincitore | 2.  | 2006 | Las Vegas Desert Classic     | Raymond Van Barneveld | 6–3 (s)   |
| Vincitore | 3.  | 2008 | World Darts Championship (2) | Kirk Shepherd         | 7–2 (s)   |

|  |